# الفرع (بيشة)
الفرع وهي قرية من قرى محافظة بيشة التابعة إلى منطقة عسير في المملكة العربية السعودية.

## التسمية والموقع
الفَرْع: بفتخ أوله واسكان ثانيه فعين.
والفرع من القرى الهامّة حيث تقع إلى الشمال الغربي من هضبة تبالة على بعد حوالي 5 كيلو متر وإلى الشمال من وادي تبالة على بعد حوالي 1 كم وإلى الجنوب الغربي من مركز تبالة على بعد 3 كيلو متر، كما تبعد عن مدينة بيشه حوالي 50 كيلو متر باتجاه الغرب ويمر من شمالها أحد أودية وادي تبالة، والقرية نفسها مبنية من الطين والحجر ويحيط بها سور دائري، ويتصل السور الخارجي بأبراج حماية على شكل دائري، ويتوسط المسجد القرية وقد روعي عند تصميم المنازل ترك طرق للمشاة بين المنازل في كلّ الاتجاهات لتمكن أصحاب النازل الواقعة في الأطراف من الوصول إلى المسجد بسهولة، ويبلغ طول المسجد حوالى عشرين مترًا وعرضه عشرة أمتار تقريبًا، وقد تم بناؤه بمادة الطين، واستعملت جذوع النخيل وجريده وأشجار الأثل في تسقيف أسطح المباني. كما وتضم القرية عدداً من المدارس
والفرع قرية من مجموعة قرى بنفس الاسم في منطقة عسير